# Kongerne af Marielyst
Kongerne af Marielyst var den første sæson af den danske reality-reportageserie Kongerne på Kanal 5, der havde premiere den 15. august 2011 på Kanal 5. Efter koncept af det svenske program Kungarne av Tylösand, fulgte sæsonen otte unge mennesker fra det danske festmiljø der tager på ferie i Marielyst på Falster. I sæsonen skulle deltagerne arbejde i feriemiljøet om dagen, for at gøre sig fortjent til at feste om aftenen. Kongerne af Marielyst er blevet beskrevet som "Paradise Hotel på speed" og en blanding af Jersey Shore og Sommer i Sunny Beach.